# 3221 Changshi
3221 Changshi (1981 XF2) là một tiểu hành tinh vành đai chính được phát hiện ngày 2 tháng 12 năm 1981 bởi Đài thiên văn Tử Kim Sơn ở Nanking.